# Acalypha polystachya
Acalypha polystachya é uma espécie de flor do gênero Acalypha, pertencente à família Euphorbiaceae.